# البيان والتبيين
البيان والتبيين أو البيان والتبيُّن هو كتاب من أعظم مؤلفات الجاحظ، وهو يلي كتاب الحيوان من حيث الحجم ويربو على سائر كتبه. وإذا كان كتاب الحيوان يعالج موضوعاً علمياً فإن كتاب البيان والتبيين ينصب على معالجة موضوع أدبي. ولكن الجاحظ في هذين الكتابين، شأنه في جميع كتبه، ينحو منحى فلسفياً. فهو لا يقتصر في كتاب الحيوان على أخبار الحيوانات وخصالها وطباعها، بل يتطرق إلى موضوعات فلسفية كالكمون والتولد، والجواهر والأعراض، والجزء الذي لا يتجزأ، والمجوسية والدهرية الخ. وفي كتاب البيان والتبيين لا يكتفي بعرض منتخبات أدبية من خطب ورسائل وأحاديث وأشعار، بل يحاول وضع أسس علم البيان وفلسفة اللغة.
ويعني الجاحظ بالبيان الدلالة على المعنى، وبالتبيين الإيضاح، وقد عرف الكتاب خير تعريف بقوله الوارد في مطلع الجزء الثالث: «هذا أبقاك الله الجزء الثالث من القول في البيان والتبيين، وما شابه ذلك من غرر الأحاديث، وشاكله من عيون الخطب، ومن الفقر المستحسنة، والنتف المستخرجة، والمقطعات المتخيرة، وبعض ما يجوز في ذلك من أشعار المذاكرة والجوابات المنتخبة».

## بعض أقوال القدماء فيه
فيه يقول أبو هلال الحسن بن عبد الله العسكري المتوفي سنة 395 هـ. في الصناعتين، عند الكلام على كتب البلاغة: ((وكان أكبرها وأشهرها كتاب البيان والتبيين، لأبي عثمان عمرو بن بحر الجاحظ. وهو لعمري كثير الفوائد، جم المنافع، لما اشتمل عليه من الفصول الشريفة، والفِقر اللطيفة، والخطب الرائعة، والأخبار البارعة، وما حواه من أسماء الخطباء والبلغاء، وما نبه عليه من مقاديرهم في البلاغة والخطابة وغير ذلك من فنونه المختارة، ونعوته المستحسنة. إلا أن الإبانة عن حدود البلاغة وأقسام البيان والفصاحة، مبثوثة في تضاعيفه، ومنتثرة في ثناياه، فهي ضالة بين الأمثلة، لا توجد إلا بالتأمل الطويل، والتصفح الكثير)).
ويقول ابن رشيق القيرواني (390هـ - 463هـ) في العمدة: ((وقد استفرغ أبو عثمان الجاحظ -وهو علامة وقته- الجهد، وصنع كتابا لا يبلغ جودة وفضلا، ثم ما ادعى إحاطته بهذا الفن، لكثرته، وان كلام الناس لا يحيط به إلا الله عز وجل)).
أما ابن خلدون (732هـ - 808هـ) فيسجل لنا رأي قدماء العلماء في هذا الكتاب، إذ يقول عند الكلام على علم الأدب: ((وسمعنا من شيوخنا في مجالس التعليم أن أصول هذا الفن وأركانه أربعة دواوين: وهي أدب الكاتب لابن قتيبة، وكتاب الكامل للمبرد، وكتاب البيان والتبيين للجاحظ، وكتاب الأمالي لأبي علي القالي، وما سوى هذه الأربعة فتبع لها وفروع عنها)).
ونجد في كل جزء من أجزاء الكتاب الثلاثة بحثاً في البيان والتبيين، ومجموعات من الأحاديث والخطب والمقطعات والجوابات والأشعار. ولقد التزم الجاحظ هذا التصميم وقصد إليه قصداً ليجنب القارئ الملل أو السأم بتنويع الموضوعات. وقد عبر عن ذلك بقوله: «وجه التدبير في الكتاب إذا طال أن يداوي مؤلفه نشاط القارئ له، ويسوقه إلى حظه بالاحتيال له، فمن ذلك أن يخرجه من شيء إلى شيء، ومن باب إلى باب، بعد أن لا يخرجه من ذلك الفن، ومن جمهور ذلك العلم».
بهذا برر الجاحظ طرقه الموضوعات ذاتها في كل جزء من أجزاء الكتاب. فموضوع علم البيان وفلسفة اللغة توزع على الأجزاء الثلاثة: في الجزء الأول تحدث عن مفهوم البيان وأنواعه، وآفات اللسان، والبلاغة والفصاحة. وفي الجزء الثاني تحدث عن الخطابة وطبقات الشعراء، وفي الجزء الثالث تكلم على أصل اللغة وقيمة الشعر. وفي كل جزء من الأجزاء الثلاثة أورد أبو عثمان منتخبات من كلام الأنبياء، خطباً ومقطعات وأحاديث ورسائل وأشعاراً، نسبها إلى مختلف طبقات الناس: عقلاء وحمقى، نساك ومتهتكين، أعراب ومتحضرين، رؤساء وسوقة.

## تصحيح عنوان الكتاب
وُجّه سؤال لفضيلة العلامة المحقق عبد السلام هارون: (سمعتكم تقولون... «البيان والتبَيُّن»، وقد كان المتداول في اسم الكتاب هو «البيان والتبيين» ما تفسيركم لذلك ؟
هذه ملاحظة وجيهة بلا ريب، وأنا معك في أنّ المعروف المتداول في اسم الكتاب هو «البيان والتبيين» – بياءين – ولكن طبيعة الأمور ترى أنّ هذه التسمية لا تتمشى مع المنطق، فإنّ البيان هو التبيين بعينه، ونحن نربأ بالجاحظ أن يقع في مثل هذا العيب في تسمية أشهر كتبه وأسيرها. والدارس لهذا الكتاب يرى أنه ذو شقين متداخلين:
الشق الأول: هو ما اختاره الجاحظ من النصوص والأخبار والأحاديث والخطب والوصايا، وكلام الأعراب والزهّاد ونحو ذلك، وهو يعنيه الجاحظ بكلمة «البيان».
والشق الثاني: هو النقد الأدبي في صورته المبكرة، فللجاحظ في هذا الكتاب نظرات فاحصة في نصوصه، وفي الكلام بصفة عامة، تسمى بعد ذلك بفن «النقد»، فهذه النظرات والقواعد التي ساقها الجاحظ هو ما عناه بكلمة «التبيُّن».
هذا من ناحية، وهناك ناحية أخرى تاريخية وثائقية فإنّ النسخ العتيقة من هذا الكتاب – وقد أثبتُّ صورتها في تقديمي للكتاب – تقطع بأنّ عنوانه هو «البيان والتبيُّن» وهذا ما يجده القاريء بوضوح في مصورة مخطوطة كوبريلي المحفوظة بدار الكتب المصرية تحت رقم (4370 أدب)، وتاريخ كتابتها هو سنة 684، وكذلك نقرأ هذا العنوان بوضوح في مصورة مخطوطة مكتبة فيض الله، وهي في معهد المخطوطات بجامعة الدول العربية تحت رقم (887) وهناك بحمد الله صورة منها، وهذه النسخة مكتوبة بخط أبي عمرو محمد بن يوسف بن حجاج اللخمي. وقد قرأها على الإمام أبي ذر ابن محمد بن مسعود الخشني في سنة 587 هج، وكتب هذا الناسخ أنه وجد في آخر السِّفرالذي نسخ منه الثلث الثالث من هذا الكتاب ما نصه:
«كتب هذا السفر، وهو مشتمل على كتاب البيان والتبيُّن نسخة أبي جعفر البغدادي، وهي النسخة الكاملة، فتم بعون الله وتأييده في غرة ربيع الآخر من سنة سبع وأربعين وثلثمئة». أي بعد وفاة الجاحظ بمدة لا تزيد على 92 سنة.
وسأُعيد هذه التسمية الصحيحة إلى نصابها في الطبعة الخامسة إن شاء الله.) انتهى. «قطوف أدبية» (ص: 97 – 98).

## الهوامش
1. ↑  العمدة (171:1) في باب البيان.

## وصلات خارجية
- كتاب البيان والتبيين
- نقاش حول عنوان الكتاب